# Conanthalictus conanthi
Conanthalictus conanthi är en biart som först beskrevs av Cockerell 1901.  Conanthalictus conanthi ingår i släktet Conanthalictus och familjen vägbin. Inga underarter finns listade i Catalogue of Life.